# یاوه کائار
یاوه کائار (فرانسوی: Yavé Cahard‎؛ زادهٔ ۲۶ دسامبر ۱۹۵۷) دوچرخه‌سوار اهل فرانسه است.
وی در مسابقات کشوری و بین‌المللی در مجموع برندهٔ ۱ مدال نقره شده‌است.